# Linia tramwajowa Krefeld – Moers
Linia tramwajowa Krefeld – Moers – nieistniejąca już linia tramwaju międzymiastowego w Niemczech, która łączyła Moers z miejscowościami Kapellen, Traar i z miastem Krefeld. Całkowita długość linii wynosiła 16,45 km. Odcinki torowisk w miastach Krefeld i Moers były dwutorowe, na pozostałych odcinkach torowisko było jednotorowe z mijankami m.in. w Kapellen, Traar i Verbergu. Operatorem linii było przedsiębiorstwo Krefelder Verkehrs AG.

## Historia
Pierwszą część linii z Krefeldu do Traar otwarto 7 grudnia 1909 r. Chociaż budowa linii okazała się opłacalną inwestycją, do 1914 roku nie rozpoczęto budowy jej przedłużenia do Moers. Prace budowlane rozpoczęto w 1914 r., lecz wkrótce zostały wstrzymane z powodu wybuchu I wojny światowej. W czasie wojny linia tramwajowa służyła także przewozowi towarów. W celu połączenia kopalni Rheinpreußen w Moers z położonymi po lewej stronie Renu fabrykami tekstyliów w Krefeldzie, w 1917 r. administracja wojskowa wydała postanowienie dotyczące rozbudowy linii tramwajowej. Układanie torów ukończono na początku 1918 r. Ponieważ nie było możliwości ukończenia prac nad zawieszaniem sieci trakcyjnej, do obsługi linii sprowadzono z Krefeldu cztery używane lokomotywy parowe. 8 lutego 1918 r. nowo zbudowanym torowiskiem przejechał pierwszy tramwaj towarowy. Nie prowadzono wówczas przewozów pasażerskich.
Po zamontowaniu brakujących odcinków sieci trakcyjnej, 15 listopada 1920 r. rozbudowaną linię otwarto także dla ruchu pasażerskiego. Nowo utworzona linia tramwajowa nr 12 potrzebowała 45 minut na pokonanie 16,5-kilometrowej trasy. Ruch towarowy zlikwidowano na przełomie lat 1923/24, a lokomotywy sprzedano.
Od dnia 1 kwietnia 1925 r. linia nr 12 kursowała równolegle z tramwajami linii Moers – Homberg. Od Moers składy dojeżdżały do Hochheide i Hombergu, a następnie do Ruhrortu. Od strony Krefeldu kursowała wspomagająca linia nr 8 do Traaru, od 1930 r. jej zadanie przejęła linia nr 13. Około roku 1930 torowisko od Krefeldu do Traaru między lasem miejskim i Papendykiem wydzielono z jezdni. 8 października 1939 r. ruch tramwajowy zawieszono w związku z wybuchem II wojny światowej.
W wyniku działań wojennych linia nie została znacząco uszkodzona. 29 października 1945 r. przywrócono ruch między Krefeldem i Traarem, a 1 maja 1946 r. do Moers. Wcześniej, w zastępstwie za tramwaje, pasażerów przewoziły autobusy. Oprócz tego linią transportowano także węgiel między Moers i Krefeld oraz do Mönchengladbachu. W Krefeldzie znacznych zniszczeń doznały torowiska na Vluyner Platz i Moerser Platz, na skutek czego składy tramwajowe do 1952 r. pokonywały trasę od Krefeld Stadtwald do Krefeld Rheinstraße objazdem przez Bismarckplatz.
W 1962 r. Rada Miasta Krefeld postanowiła zlikwidować podmiejskie linie tramwajowe. Na skutek tego linia nr 12 została zlikwidowana 2 listopada 1963 r. i zastąpiona autobusami.